# Locos por el fútbol
Locos por el fútbol es un programa de televisión argentino. La primera etapa de programa fue estrenado el 10 de noviembre de 1996 por Canal 13, conducido por Matías Martin y Daniela Fernández, finalizó en 1999. Se llevaba a cabo en una cancha de fútbol y donde existían una gran cantidad de juegos para participar allí mismo o por teléfono. Futbolistas veteranos y perfectos desconocidos se sometían a diversas pruebas para ganar todo tipo de premios, quizás hasta un 0 km. En 2017 hizo su segunda versión emitida por El Nueve, conducido por Martín Souto, Ivana Nadal y Cayetano, nuevamente para cumplir con la misma función: entretener con el fútbol como base y sirviendo de previa para los partidos posteriores.

## Conductores
- Matías Martin (1996-1999)
- Daniela Fernández (1997-1999)
- Diego Korol (2013-2015)
- Martín Souto (2017)
- Ivana Nadal (2017)
- Cayetano (2017)

## Premios y nominaciones
- Martín Fierro 1997
  - Mejor programa de entretenimientos
- Martín Fierro 2017
  - Mejor programa deportivo

- Datos: Q48790642